# Weluli
Weluli ist ein indonesischer Ort in Westtimor.
Er ist der Hauptort des Distrikts (Kecamatan) Lamaknen (Regierungsbezirk Belu, Provinz Ost-Nusa Tenggara). Weluli liegt auf einer Meereshöhe von 630 m.